# Roberto Sandoval
Roberto „Gato” Sandoval Ramírez (ur. 2 marca 1968 w mieście Meksyk) – meksykański piłkarz występujący na pozycji obrońcy, trener piłkarski.

## Kariera klubowa
Sandoval rozpoczynał swoją karierę piłkarską w klubie CF Pachuca, do którego seniorskiej drużyny, występującej wówczas w drugiej lidze, został włączony w wieku dwudziestu dwóch lat. W swoim premierowym sezonie 1990/1991 zajął ze swoją ekipą drugie miejsce w rozgrywkach Segunda División, zaś w kolejnym sezonie, 1991/1992, wygrał z Pachucą drugą ligę i awansował do najwyższej klasy rozgrywkowej. W meksykańskiej Primera División zadebiutował 16 sierpnia 1992 w wygranym 1:0 spotkaniu z Leónem, natomiast jedynego gola w pierwszej lidze strzelił 28 marca 1993 w wygranej 3:1 konfrontacji z Morelią bezpośrednio z rzutu wolnego. W swoim jedynym sezonie spędzonym w Primera División, 1992/1993, miał niepodważalne miejsce w składzie Pachuki, rozgrywając wszystkie 38 spotkań od pierwszej minuty, jednak na koniec rozgrywek spadł ze swoją ekipą z powrotem do drugiej ligi. Tam spędził jako piłkarz Pachuki jeszcze rok, po czym odszedł do innego drugoligowca – CD Zacatepec, gdzie w wieku zaledwie 27 lat z powodu kontuzji zakończył profesjonalną karierę.

## Kariera trenerska
Po zakończeniu kariery piłkarskiej Sandoval rozpoczął pracę jako szkoleniowiec, znajdując zatrudnienie w akademii juniorskiej swojego macierzystego zespołu CF Pachuca, uważanej za jedną z najlepszych w kraju. W latach 2008–2010 był asystentem Rubéna Ayali w trzecioligowych rezerwach tego klubu – Universidad de Fútbol, trzykrotnie wygrywając z nim rozgrywki Segunda División. W latach 2010–2011 był członkiem sztabu szkoleniowego trenerów Luisa Alfonso Sosy, a następnie Marcelino Bernala w trzecioligowej filii Pachuki – Tampico Madero FC, natomiast w latach 2011–2012 ponownie towarzyszył Ayali, tym razem w kolejnym trzecioligowcu będącym filią Pachuki – Titanes de Tulancingo, z którym dwa razy z rzędu triumfował w rozgrywkach ligowych. W 2012 został asystentem Ayali w trzecioligowym zespole Murciélagos de Guamúchil, gdzie niedługo potem zastąpił go w roli pierwszego trenera drużyny. W jesiennym sezonie Apertura 2012 po raz szósty w karierze (pierwszy raz jako samodzielny szkoleniowiec) triumfował w Segunda División. W 2014 roku przez krótki czas był szkoleniowcem trzecioligowego Linces de Tlaxcala, również nie odnosząc w tej roli poważniejszych osiągnięć.
W czerwcu 2014 Sandoval został trenerem drugoligowego CD Irapuato, który prowadził bez większych sukcesów przez osiem miesięcy – został zwolniony w lutym 2015 wskutek słabych wyników (tylko trzy zwycięstwa w ostatnich siedemnastu spotkaniach).